# Tataee
Vlad Irimia (n. 17 octombrie 1976, Sebeș, județul Alba), cunoscut în special ca Tata Vlad sau Tataee, este un rapper și producător muzical român. El este unul din fondatorii formației românești de muzică hip hop, B.U.G. Mafia. Adesea el este considerat a fi unul din pionerii versiunii de gangsta rap românesc, un stil de muzică apropiat versiunii originale americane, dar care mai include progresie de acorduri derivată din funk, jazz sau mai nou, din muzică electronică.
Tata Vlad și-a început cariera în muzică ca artist solo, iar mai târziu a devenit renumit alături de trupa de stil gangsta rap, B.U.G. Mafia, din care mai fac parte Alin "Uzzi" Demeter și Dragoș "Caddilac" Vlad-Neagu, care au popularizat exprimările explicite în rap pentru a prezenta violența vieții de stradă. Albumul lor din 1998, "De cartier", lansat de Cat Music, a făcut trupa să devină una din cele mai bine vândute de pe piața românească, dar și una din cele mai respectate formații de hip hop românesc. Mai târziu Tata Vlad, în cariera sa a mai lucrat cu artiști ca Akcent, Bitză, Andreea Antonescu, Cristina Spătar sau Adriana Rusu, fiind apreciat pentru schimbarea și perfecționarea stilului său muzical.

După succesul albumului Băieții buni de B.U.G. Mafia, în 2003, Tata Vlad s-a axat pe producerea muzicii pentru diverși artiști. El și-a deschis propria sa casă de discuri, Legend Audio, în 2004, asumându-și rolul de producător de înregistrări și music executive. În 2005, el a semnat cu artistul JerryCo, care a lansat single-ul  său de debut în 2009, după o perioadă de patru ani de colaborare cu Tata Vlad la primul său album, "Orice E Posibil", lansat în 2010 de Legend Audio.

## Biografie
Tata Vlad, născut Vlad Irimia, pe 17 octombrie 1976, în Sebeș, un oraș din județul Alba, sudul Transilvaniei. Are un frate și o soră mai mică, care la fel trăiesc în București. A început să învețe la școală în 1983, și a absolvit Liceul Alexandru Ioan Cuza din București în 1995, imediat înainte de prima lansare a grupului B.U.G. Mafia. El a jucat baschet pe durata a zece ani, dar l-a abandonat în 1998 pentru a se putea concentra asupra muncii sale.

## Discografie
Cu B.U.G. Mafia

### Albume de studio
- Mafia  - 1995
- Născut și crescut în Pantelimon - 1996
- IV: Deasupra tuturor - 1997
- De cartier - 1998
- După blocuri - 2000
- Întotdeauna pentru totdeauna - 2000
- Băieții buni - 2003
- Înapoi în viitor - 2011

### Extended Play-uri
- Înc-o zi, înc-o poveste - 1996

### Maxi-single-uri
- Hoteluri - 1997
- Pentru '98 - 1998
- Lumea e a mea - 1998 (Loredana feat. B.U.G. Mafia)
- România - 1999
- Un 2 și 3 de 0 - 2000
- Poezie de stradă - 2001
- Românește - 2003
- Străzile - 2005

### Compilații
- B.U.G. Mafia prezintă CASA - 2002

### Albume Best-Of
- Viața noastră Volumul 1 - 2006
- Viața noastră Volumul 2 - 2009
- Viața noastră Volumul 1 & 2 (Delux edition) - 2009

### Featuring-uri
- 1996: Klansmen - Coșmar (feat.Tata Vlad)
- 1997: La Familia - Băieți De Cartier (feat. Tata Vlad, July & Irina)
- 1998: La Familia - Băieți De Cartier (Remix) (feat. Tata Vlad & Marijuana)
- 1998: IL-Egal - Bagabonții Fac Cartierul Să Se Învârtă (feat. Tata Vlad)
- 1999: XXL & 10 Grei - ...Fac Ce Vor (feat. Tata Vlad)
- 1999: La Familia - La Început A Fost (feat. Tata Vlad)
- 2004: Bitză - Următorul Pas (feat. Tata Vlad)
- 2004: M&G - Asalt Raggafonic (feat. Tata Vlad)
- 2005: Cristina Spătar - Fără Egal (feat. Tata Vlad)
- 2005: Tu Îmi Spui (feat. Cristina Spătar)
- 2007: Adriana Rusu - Noi Doi (feat. Tata Vlad)
- 2008: Jerry Co - Orice E Posibil (feat. Tata Vlad)
- 2009: Jerry Co - Stai! (Ești Pericol) (feat. Tata Vlad & Simona Nae)
- 2012: Jerry Co - Oriunde Oricând (feat. Tata Vlad & Mario V)
- 2021: Ami - Engima (feat. Tata Vlad)
- 2021: Bitză - Mama Spunea (feat. Tata Vlad)
- 2022: Holy Molly - Plouă (feat. Tata Vlad)
- 2022: OG Eastbull - Mamma Mi (feat. Nane & Tata Vlad)
- 2022: OG Eastbull - Trening Negru (feat. Caddillac & Tata Vlad)
- 2023: Nicole Cherry - Nu mai consum (feat. Tata Vlad)